# Ливади (Цалкский муниципалитет)
Ливади (груз. ლივადი) — село в 17 километрах от Цалки на юге Грузии, в Цалкском муниципалитете края Квемо-Картли.
Основное население села составляют понтийские греки так же известные как Цалкинские Урумы.
Название села образовалось от греческого слова Ливади (Λιβάδι гр. — луг, зелёная поляна). В 1835 году основатели села, увидев зелёную поляну с высоты горы, назвали его именно таким образом. Село Ливади образовалось выходцами из села Олянк Цалкского района. Основателями были несколько семей фамилии Арабовы, которые не ужились с фамилией Кесовы в селе Олянк. Жители села - греки, выходцы из села Ливади Трапезундской области, где проживали Понтийские греки.
Официально село стало признанно как населённый пункт Цалкского района в 1855 году.

## Известные уроженцы
- Арабов Сократ Христофорович — участник Великой Отечественной войны награждён орденом Красной Звезды
- Позов Иван Фотьевич — участник Великой Отечественной войны награждён медалью За отвагу
- Арабов Гавриил Христофорович-участник Великой Отечественной войны, награжден медалью "За отвагу". Воевал в Маньчжурии.
- Иорбалиди Анатолий Павлович -гв. майор.военветврач 3 ранга Медаль: «За взятие Берлина», Медаль: «За победу над Германией в Великой Отечественной войне 1941–1945 гг.», Орден Красной Звезды